# Адамское (сельское поселение)
Адамское — упразднённое муниципальное образование со статусом сельского поселения в составе Глазовского района Удмуртии. Площадь — 68,4 км².
Административный центр — деревня Адам.
Законом Удмуртской Республики от 29.04.2021 № 38-РЗ упразднено в связи с преобразованием муниципального района в муниципальный округ.

## Население
| 2010  | 2012  | 2013  | 2014  | 2015  | 2016  | 2017  |
| ----- | ----- | ----- | ----- | ----- | ----- | ----- |
| 1734  | ↗1750 | ↗1787 | ↗1798 | →1798 | ↘1797 | ↘1772 |
| 2018  | 2019  | 2020  |       |       |       |       |
| ↘1715 | ↘1677 | ↘1656 |       |       |       |       |

## Состав
В состав сельского поселения входят 7 населённых пунктов:
- деревня Адам
- посёлок Дом отдыха Чепца
- деревня Весьякар
- деревня Заболотное
- деревня Кельдыково
- деревня Полом
- деревня Солдырь

### Упразднённые населённые пункты
- деревня Турай